# Bogen i Ofoten
Bogen i Ofoten oder einfach Bogen (nordsamisch: Ránda) ist ein Ort an der Bogenbucht in der Provinz Nordland in Nordnorwegen. Bogen hat 365 Einwohner (Stand: 1. Januar 2024) und ist Verwaltungssitz der Kommune Evenes (Sami Evenášši).

## Geographie
Der Ort liegt am Nordrand der Bogenbucht, einem Seitenarm des Ofotfjords, etwa 15 km westlich von Narvik. Durch Bogen führt ein schmaler, kurzer natürlicher Kanal, der Strandelva, von der Bogenbucht zum nördlich des Orts gelegenen Binnensee Strandvatnet. Um Bogen verläuft eine Gebirgslandschaft, mit dem Dragvikfjellet im Westen, dem Litletinden im Nordwesten, dem Niingen im Norden und dem Tverfjellet im Nordosten.
Der nächstgelegene Ort ist Liland südwestlich von Bogen. In Richtung Osten gelangt man nach Bjerkvik in der Gemeinde Narvik.

## Geschichte
Nach der deutschen Besetzung Norwegens im Zweiten Weltkrieg betrieb die deutsche Kriegsmarine bis zur Kapitulation im Mai 1945 in der Bogenbucht eine wichtige Marinebasis, mit einem Schwimmdock, Kais und Werkstätten, die sowohl Überwasserschiffen wie auch U-Booten bei ihren Angriffen auf alliierte Geleitzüge im Nordmeer als Stützpunkt diente. Das Dock wurde später nach Moss verlegt.
Die weiße, hölzerne Kapelle wurde 1920 erbaut und fasst etwa 260 Personen. Sie wurde vom Architekten Bjarne Romszoe entworfen.

## Wirtschaft und Infrastruktur
Die Europastraße 10 (E10) verläuft in ihrem Abschnitt von Narvik zu den Lofoten am Nordufer der Bogenbucht entlang und durch Bogen i Ofoten. Zum Ort besteht eine Busverbindung.
Bogen diente als Verladehafen für die Eisenerzgruben der Ofoten. Sie wurden zuletzt in der Zeit zwischen 1936 und 1939 betrieben. Heute verfügt Bogen über eine Mechanische Werkstatt, eine Eisengießerei und eine Holzwarenfabrik. Das Niingen Kraftwerk produziert jährlich 11,3 MW. Des Weiteren existiert eine Poststelle im Ort.
In Bogen befindet sich ein Kindergarten und eine Grundschule für die Klassen 1 bis 7.

## Galerie

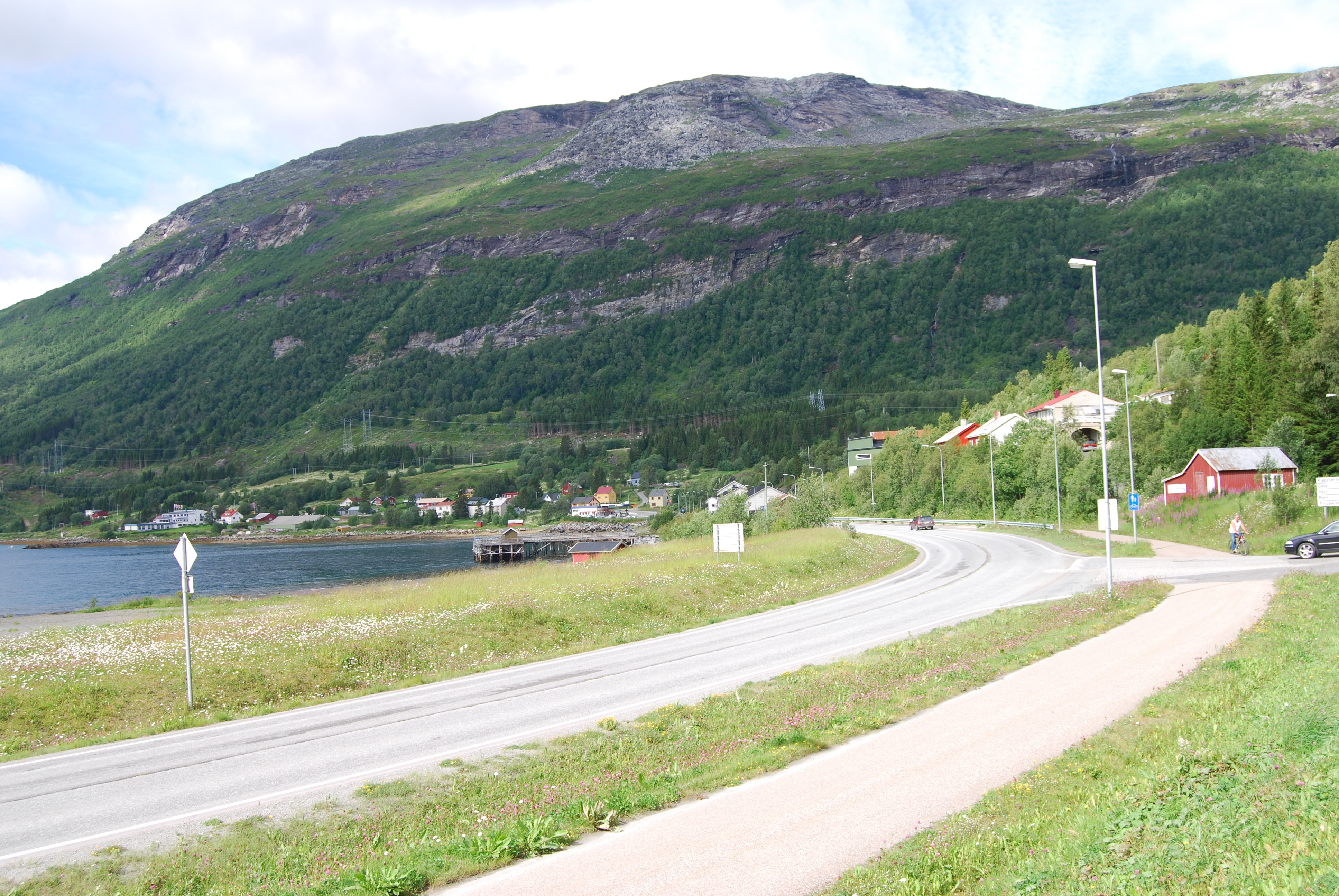
Bogen und die Europastraße 10
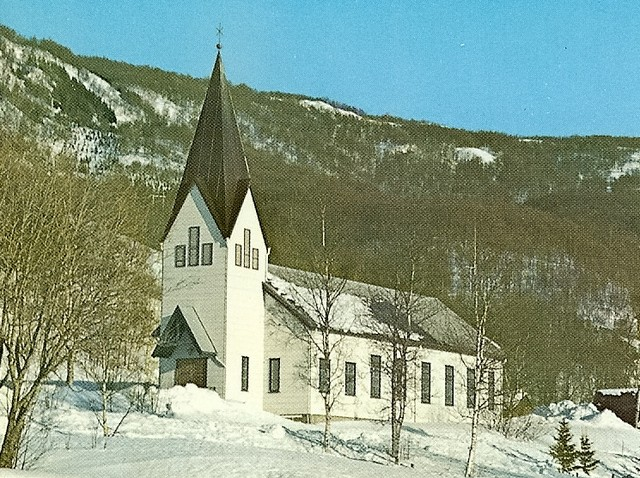
Die Kirche in Bogen
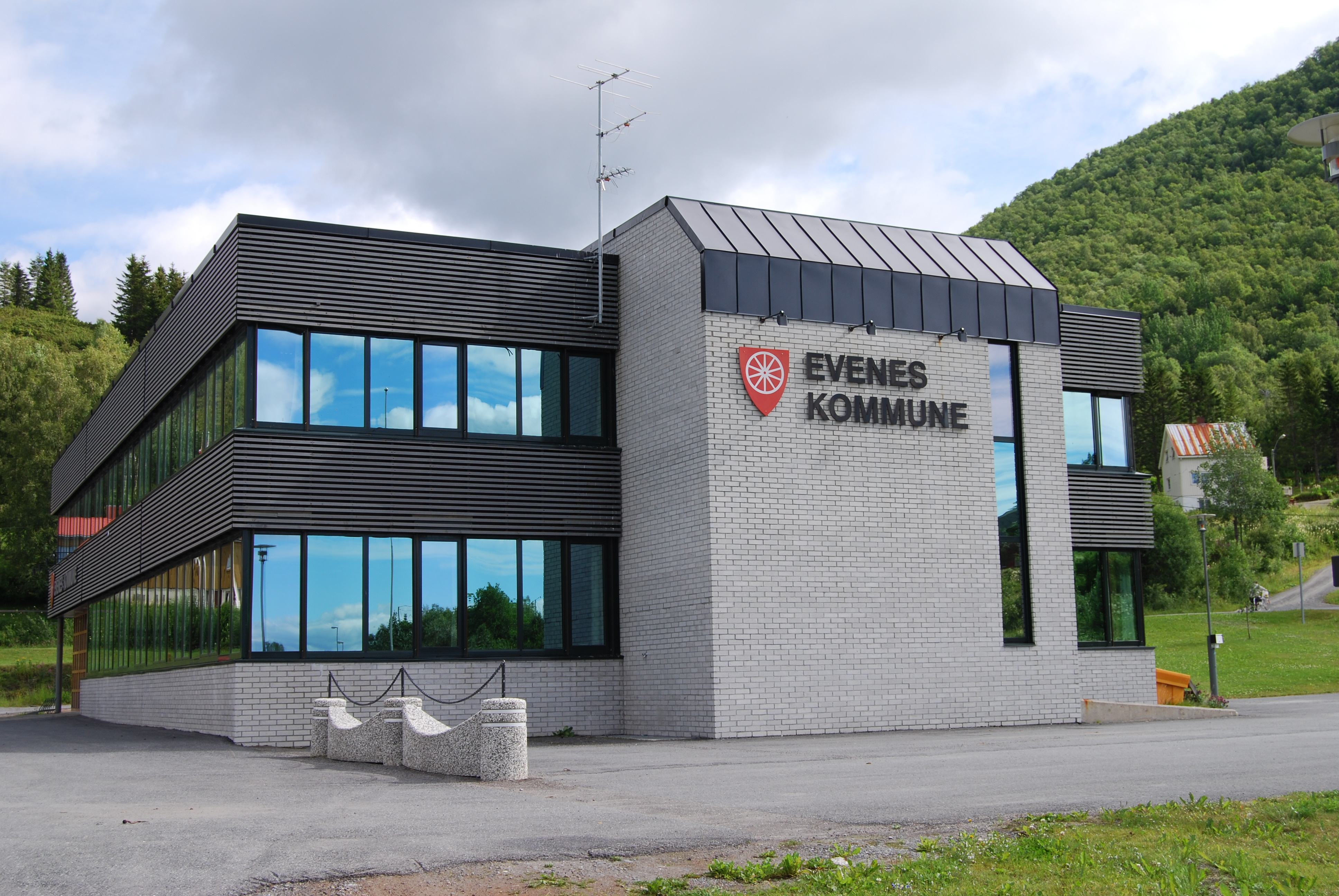
Gemeindeamt von Evenes in Bogen